# Henry de Holanda Campos
Henry de Holanda Campos é médico, professor, e ex-reitor da Universidade Federal do Ceará.
O Prof. Henry Campos é graduado em medicina (UFC), fez residência médica em nefrologia (Hospital das Clínicas – UERJ), com mestrado (UERJ) e doutorado (Unifesp) em Medicina. É professor titular da Faculdade de Medicina da Universidade Federal do Ceará e professor associado da Université Paris-Descartes, na França. 
Na UFC, dentre outros cargos, foi diretor da Faculdade de Medicina, Pró-Reitor de Extensão e Vice-Reitor. Foi Reitor da UFC entre os anos de 2015 e 2019, foi sucedido pelo Advogado José Cândido Lustosa Bittencourt . Teve atuação destacada, quando Reitor, no âmbito do Governo Federal junto aos ministérios da Educação e da Saúde, além de entidades como a Associação Brasileira de Transplante de Órgãos (ABTO).